# Badia di San Gemolo
La Badia di San Gemolo a Ganna si trova nel comune di Valganna, in Lombardia. Luogo di culto dedicato alla memoria del martire San Gemolo, che perse la vita nelle vicinanze e i cui resti sono esposti nell'altare maggiore della chiesa.

## Storia
La più antica attestazione storica dell'esistenza della Badia è una bolla del 1095, attraverso la quale l'arcivescovo di Milano Arnolfo III concesse ai frati privilegi e autonomia rispetto alla pieve di Arcisate. Al momento della costituzione del monastero, Arnolfo III concesse l'utilizzo del rito ambrosiano.
La chiesa conventuale venne costruita nel primo quarto del XII secolo, sull'area di una precedente chiesa romanica.
Nel 1154, la Badia risultava già essere un monastero benedettino alle dipendenze dell'Abbazia di Fruttuaria,.
Nel terzo quarto dello XII secolo venne costruito il campanile.
Il 12 giugno 1160, Uberto da Pirovano celebrò la consacrazione della chiesa.
Nel secondo quarto del XIV secolo si costruì il chiostro, pentagonale, due lati del quale vennero tuttavia rifatti nel corso del XVII secolo.
Nel corso del medioevo, il monastero di San Gemolo esercitava un forte dominio sul controllo delle attività della Valganna. In questo contesto, i monaci portarono avanti una serie di lavori finalizzati allo sfruttamento agricolo della valle, tra i quali una canalizzazione del Margorabbia.
Tra i secoli XII e XIV, i possedimenti del monastero arrivarono a comprendere territori situati a Malnate, a Bisuschio, in val Marchirolo, in val Travaglia e nella zona del lago di Lugano.
Nel 1477 il monastero e i suoi beni andarono in commenda.
Nell'anno 1511 il monastero fu devastato dalle truppe svizzere, mandate a Milano da Matteo Schiner su richiesta di papa Giulio II, nell'ambito delle dispute che vedevano quest' ultimo contrapposto ai francesi.
Nel 1542 il cardinal Giovanni Angelo Medici divenne commendatario della Badia di Ganna. Su decisione di quest'ultimo, nel 1556, il monastero fu chiuso e i relativi beni passarono sotto il controllo dell'Ospedale Maggiore di Milano. La basilica venne mutata in parrocchiale, mantenendo però il titolo di priore per il parroco reggente.

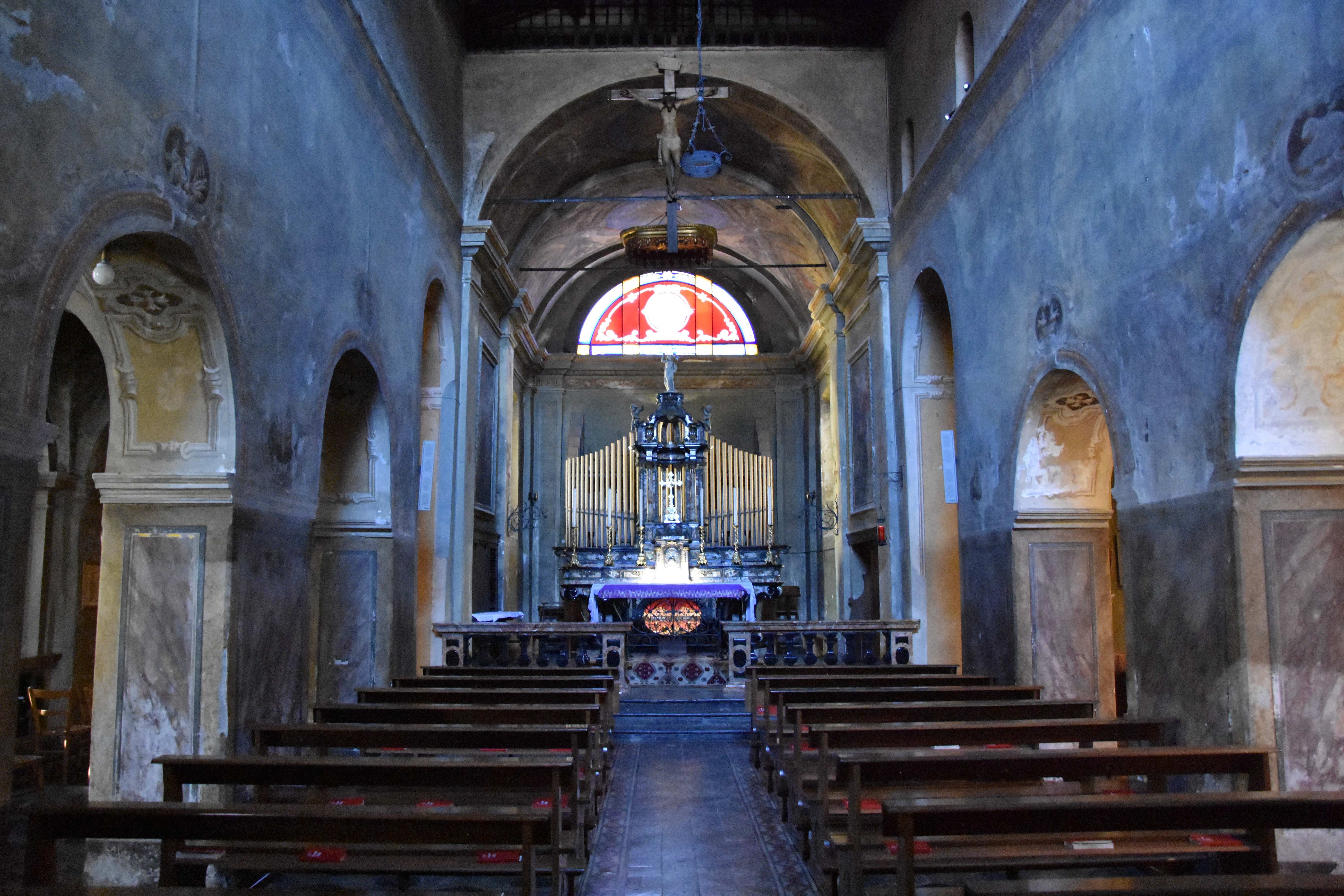
L'altare maggiore della Chiesa

Tra la fine del XVI secolo e il primo quarto del XVIII, la chiesa venne ampliata, con l'aggiunta delle cappelle laterali: quella del battistero venne costruita tra il 1581 e il 1597, quella dedicata alla Madonna tra il 1626 e il 1630, e quella intitolata a Sant'Antonio da Padova nel 1723. Nel XVII secolo venne anche ricostruita l'abside.
Tra il 1954 e il 1962 la foresteria fu oggetto di un intervento di ristrutturazione che, oltre alla realizzazione di un teatro parrocchiale, portò all'apertura di un museo.

## Architettura
La badia è un complesso architettonico formato dalla chiesa, il campanile, il chiostro, la foresteria e le abitazioni dei monaci.

### Chiesa
La controfacciata ospita un dipinto raffigurante il santo titolare del complesso, opera realizzata nell'ultimo decennio del XVII secolo. Ben più antichi sono i resti di affresco conservati nella navata di destra, raffiguranti rispettivamente una Madre della Misericordia (1471-1484), alcuni Profeti (secondo quarto del XV secolo) e un Cristo Re (secondo quarto del XIV secolo).

Il presbiterio è dominato dall'altare maggiore in marmo (metà del XVIII secolo), realizzato in stile barocco da maestranze della scuola di Viggiù. La fronte dell'altare è tuttavia più tarda, essendo stata aggiunta nel 1940. All'anno successivo risale la risistemazione della mensa eucaristica, sotto la quale riposano i presunti resti mortali di San Gemolo. Ai lati dell'altare, i dipinti raffiguranti San Francesco d'Assisi e Santa Teresa di Lisieux vennero eseguiti nel 1929 dall'artista Poloni.
Nella cappella del battistero trovano posto un quadro del XVIII secolo e un affresco dedicato a Santa Liberata (1630-1637), quest'ultimo coevo della statua in legno della Madonna del Rosario.

### Campanile e chiostro
Il campanile di architettura romanica venne eretto nel XII secolo, mentre il chiostro, a forma pentagonale venne edificato in due periodi differenti: nel XIV secolo, in stile gotico con archi a sesto acuto e nel XVII secolo venne concluso nella forma attuale.

### Altre strutture
La foresteria, parzialmente rifatta nel 1954, è della seconda metà del Quattrocento.
Le abitazioni dei monaci conservano resti di affreschi databili al XIV secolo.

## Museo
Dal 1962, il piano superiore del chiostro ospita il Museo della Badia, che espone una serie di oggetti raccolti nel corso della campagna di ristrutturazione iniziata nel 1954.
Ampliato nel 1990, il museo ospita anche una collezione di reperti archeologici di età preistorica, rinvenuti nella zona compresa tra la Valganna e il monastero di Torba.
Nel museo trova posto anche una raccolta di quadri, tra i quali spicca una Deposizione attribuita agli allievi di Bernardino Campi. Tra le altre opere pittoriche conservate nel museo, dipinti di Carlo Cocquio, Ludovico Cavaleri, Alfio Graziani, Carlo Pellegrino, Innocente Salvini, Federico Gariboldi, nonché opere degli artisti Moro, Montanari, Carpi, Travaglia, Salerni, De Bernardi.
Tra le sculture conservate nel museo spiccano Il garibaldino ferito (bronzo di Giuseppe Grandi) e Il pianto degli angeli (gesso di Odoardo Tabacchi), oltre a due impressioni in gesso ottenute da un sepolcro preromanico situato nella chiesa di San Michele a Bosto.
Una sezione del museo è inoltre dedicata alla ceramica di Ghirla.